# Pittencrieff Park
Pittencrieff Park är en park i Storbritannien.   Den ligger i riksdelen Skottland, i den centrala delen av landet, 500 km norr om huvudstaden London. Pittencrieff Park ligger 73 meter över havet.
Terrängen runt Pittencrieff Park är platt åt sydost, men åt nordväst är den kuperad. Runt Pittencrieff Park är det tätbefolkat, med 442 invånare per kvadratkilometer. Närmaste större samhälle är Dunfermline, 0,60 km väster om Pittencrieff Park. Trakten runt Pittencrieff Park består i huvudsak av gräsmarker.